# Дорта, Диего
Диего Дорта (исп. Diego Dorta; род. 31 декабря 1971, Монтевидео) — уругвайский футболист, который выступал на позиции полузащитника.

## Клубная карьера
Дорта начал свою профессиональную карьеру в 1988 году в «Сентраль Эспаньол». В 1992 год перешёл в «Пеньяроль», где с 1993 по 1995 года помогал клубу становится национальным чемпионом.
В 1995 году он был в составе национальной сборной Уругвая, которая выиграла домашний Кубок Америки. В том же году стал игроком аргентинского клуба «Индепендьенте», с которым стал обладателем Суперкубка Либертадореса.
В 1998 году вернулся в «Пеньяроль», и в том же году завершил карьеру футболиста.

## Достижения

### Клубные

#### «Пеньяроль»
- Чемпион Уругвая: 1993, 1994, 1995

### Сборная
- Обладатель Кубка Америки 1995 года